# Casola di Napoli
Casola di Napoli är en ort och kommun i storstadsregionen Neapel, innan 2015 provinsen Neapel, i regionen Kampanien i Italien. Kommunen hade 3 845 invånare (2017).